# Ruonajärvi (sjö i Lappland, lat 67,92, long 24,95)
Ruonajärvi är en sjö i Finland. Den ligger i kommunen Kittilä i landskapet Lappland, i den norra delen av landet, 900 km norr om huvudstaden Helsingfors. Ruonajärvi ligger 199,6 meter över havet. Arean är 53,5 hektar och strandlinjen är 3,65 kilometer lång. Sjön  ingår i Kemi älvs huvudavrinningsområde.   Den ligger vid sjöarna Silmäjärvi och Launijärvi. I omgivningarna runt Ruonajärvi växer huvudsakligen savannskog.